# Кубок Кремля 2008
Кубок Кремля 2008 — тенісний турнір, що проходив на закритих кортах з твердим покриттям. Це був 19-й за ліком Кубок Кремля. Належав до серії International в рамках Туру ATP 2008, а також до серії Tier I в рамках Туру WTA 2008. Відбувся в спорткомплексі Олімпійський у Москві (Росія) й тривав з до 12 жовтня 2008 року.

## Переможці та фіналісти

### Одиночний розряд, чоловіки
Ігор Куніцин —  Марат Сафін, 7–6(8–6), 6–7(4–7), 6–3
- Для Куніцина це був перший титул за кар'єру. Для Сафіна це був останній фінал перед завершенням кар'єри 2009 року.

### Одиночний розряд, жінки
Єлена Янкович —  Віра Звонарьова, 6–2, 6–4
- Для Янкович це був 4-й титул за сезон і 9-й - за кар'єру. Це був її 2-й титул Tier I за сезон і 4-й - за кар'єру.

### Парний розряд, чоловіки
Сергій Стаховський /  Потіто Стараче —  Стівен Гасс /  Росс Гатчінс, 7–6(7–4), 2–6, [10–6]
- Для Стаховського це був 1-й титул за рік і 1-й — за кар'єру. Для Стараче це був 1-й титул за рік і 3-й - за кар'єру.

### Парний розряд, жінки
Надія Петрова /  Катарина Среботнік —  Кара Блек /  Лізель Губер, 6–4, 6–4
- Для Петрової це був 3-й титул за сезон і 15-й - за кар'єру. Для Среботнік це був 3-й титул за сезон і 19-й - за кар'єру.